# Tenczo Tenew
Tenczo Tenew, bułg. Тенчо Тенев (ur. 9 maja 1955 w Płowdiwie) – bułgarski piłkarz i trener piłkarski, pracuje najczęściej z klubami ze swojego rodzinnego miasta.
Był zawodnikiem m.in. Łokomotiwu Płowdiw. Jako szkoleniowiec prowadził reprezentację Bułgarii amatorów, z którą w 2001 roku dotarł do finału towarzyskiego turnieju o Puchar Regionów. W tamtym zespole grał Martin Kamburow, przyszły dwukrotny król strzelców ekstraklasy. Później Tenew był trenerem Botewu Płowdiw, a od lipca 2005 do 2006 roku pracował w drugoligowym Spartaku.